# Thelecythara
Thelecythara là một chi ốc biển, là động vật thân mềm chân bụng sống ở biển trong họ Conidae, họ ốc cối.

## Các loài
Các loài thuộc chi Thelecythara bao gồm:
- Thelecythara borroi Sarasua, 1975[2]
- Thelecythara dominguezi Gibson-Smith J. & W., 1983[3]
- Thelecythara dushanae McLean & Poorman, 1971[4]
- Thelecythara floridana Fargo, 1953[5]
- Thelecythara mucronata (Guppy, 1896)[6]
- Thelecythara vitrea (Reeve, 1845)[7]